# Żółtew
Żółtew (deutsch Hundsforth) ist ein Dorf in der polnischen Woiwodschaft Westpommern. Das Dorf bildet einen Teil der Gmina Police (Stadt- und Landgemeinde Pölitz) im Powiat Policki (Pölitzer Kreis). Żółtew liegt etwa 11 Kilometer nordwestlich von Stettin (Szczecin) und etwa 9 Kilometer südwestlich von Police (Pölitz).

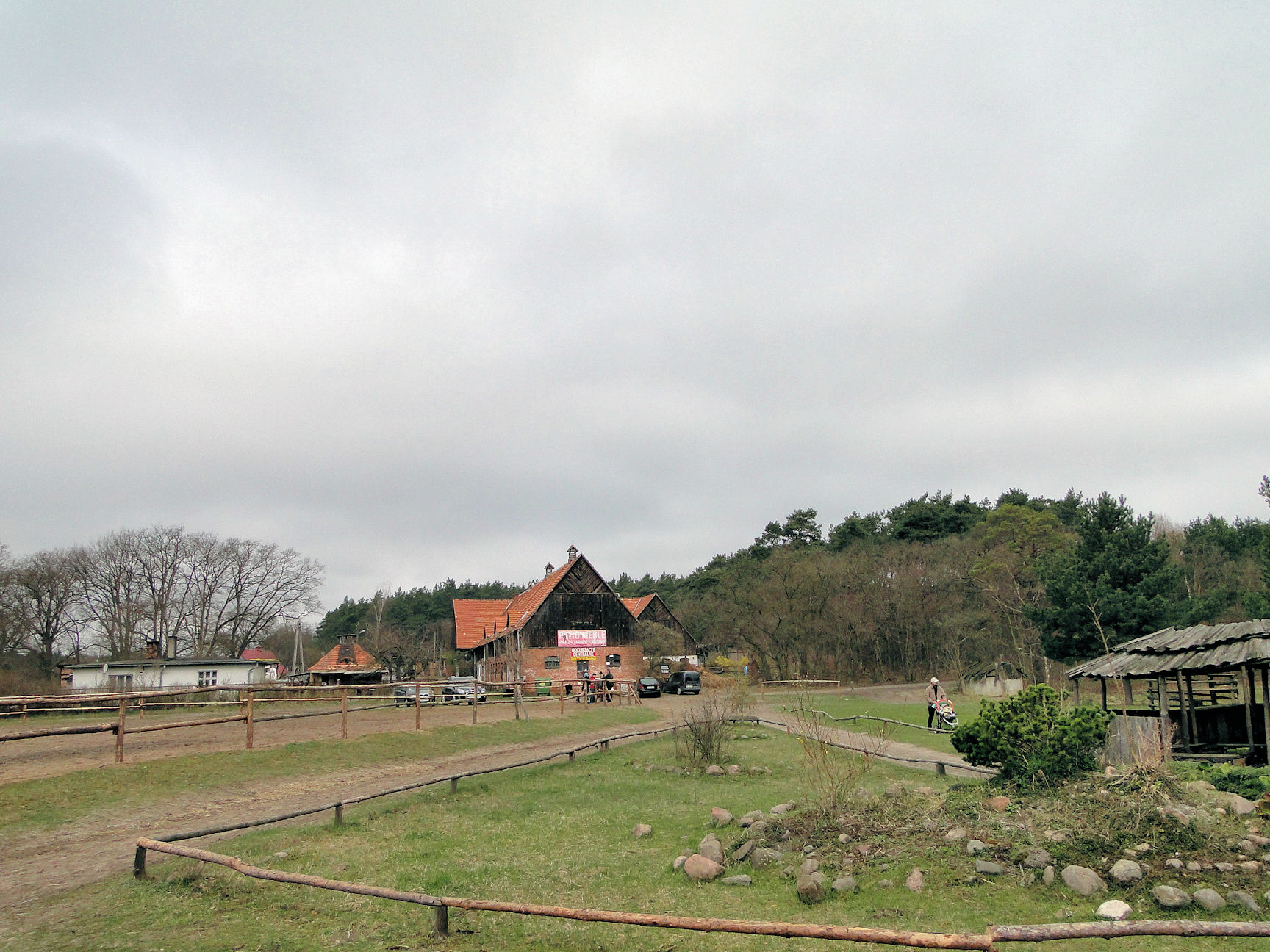
Blick auf das Dorfzentrum von Żółtew